# Luis Delso
Luis Antonio Delso Heras (Madrid, 1952) es empresario y expresidente de Isolux Corsán.

## Biografía
Nacido en Madrid en 1952 el seno de una familia procedente de Soria, Luis Delso estudia Administración y Dirección de Empresas en el ICADE de Madrid, donde se licencia en 1974. Trabajó desde 1977 en Citibank como analista financiero y más tarde fue subdirector de la División de Leasing.

## Trayectoria
En 1980 fue nombrado director del Departamento de Relaciones Bancarias con compañías nacionales del First National Bank of Chicago. En 1983 fue nombrado consejero delegado de la Caja Postal de Ahorros. Más tarde ficha como consejero director general en el Banco de Financiación Industrial y en el Banco de Comercio. En la etapa 1990-1994 fue presidente ejecutivo de Transmediterránea.
Ha ocupado el cargo de consejero en Telefónica, Unión Fenosa, Finan Postal, ARFI, Limadet, Ghesa y Colonial.

## Isolux
Desde 1994, y a propuesta de Banesto, Luis Delso era presidente del Grupo Isolux Corsán, compañía presente en 33 países, con una cifra de negocio superior a los 3200 millones de euros (2008) y que cuenta con una plantilla cercana a los 8000 empleados.
Su división T-Solar gestiona la construcción de infraestructuras relacionadas con la energía y la instalación de paneles solares. Factura más de mil millones de euros anuales.
Luis Delso ha criticado la política practicada por el Ministerio de José Manuel Soria y ha acusado al Gobierno de “claudicar ante el lobby eléctrico tradicional” por la retirada de ayudas a las renovables.

## Polémicas
Isolux ha participado en la construcción del fallido aeropuerto de Ciudad Real, obra que asumió como parte de la Unión Temporal de Empresas (UTE) junto a Sacyr, de la que es propietaria Isolux en un 3'64%.
En mayo de 2014 dos directivos de Isolux Corsán son detenidos e imputados en la operación Yogui por presunto caso de corrupción en las obras de la estación de la Segrera.
El juez Pablo Ruz de la Audiencia Nacional imputa a Delso en el caso Pujol.